# 정석민
정석민(鄭錫珉, 1988년 1월 27일 ~ )은 대한민국의 은퇴한 축구 선수이다.

## 클럽 경력
정석민은 2010 K리그 드래프트를 통해 포항 스틸러스에 입단하였으며, 2010년 3월 27일 FC 서울과의 원정 경기에서 데뷔전을 치렀다. 포항은 서울에게 0-1로 패배하였다. 4월 21일 FA컵에서 충주 험멜을 상대로 헤딩골이자 데뷔골을 터뜨렸다.
이후에는 주로 2군 리그에서 뛰었으며 때때로 벤치에 모습을 보이기도 하였다. 2010년 5월 8일 스틸야드에서 열린 제주 유나이티드 전에서 후반 6분 교체 투입되어 출전하였고, 후반 40분 프리킥으로 데뷔골을 성공시켰다.
2012 시즌을 앞두고 제주 유나이티드로 이적하였지만,출전기회를 잡지 못해 2013 시즌을 앞두고 대전 시티즌으로 이적하였으며, 중원에서 활약하며 '패스마스터'라는 별명을 얻었다.
2014년 대전의 부주장으로 선임되었다. 11월 부천 FC 1995와의 홈경기에서 김은중의 패스를 받아 결승골을 성공시키며, 팀의 조기 K리그 클래식 승격에 큰 기여하였고, 실력을 인정받아, 2015 시즌을 앞두고 전남 드래곤즈으로 이적하였다.
2016시즌 중반 전남과의 상호 계약을 해지하였고 피낭 FA로 이적했다.
2016시즌을 끝으로 축구 선수 생활을 정리하고 현재 울산에서 스크린 골프 사업을 하고 있다.

## 수상

### 클럽

#### 대전 시티즌
- K리그 챌린지
  - 우승 1회 : 2014